# 5 Dywizja Strzelców Polskich (II Korpus)

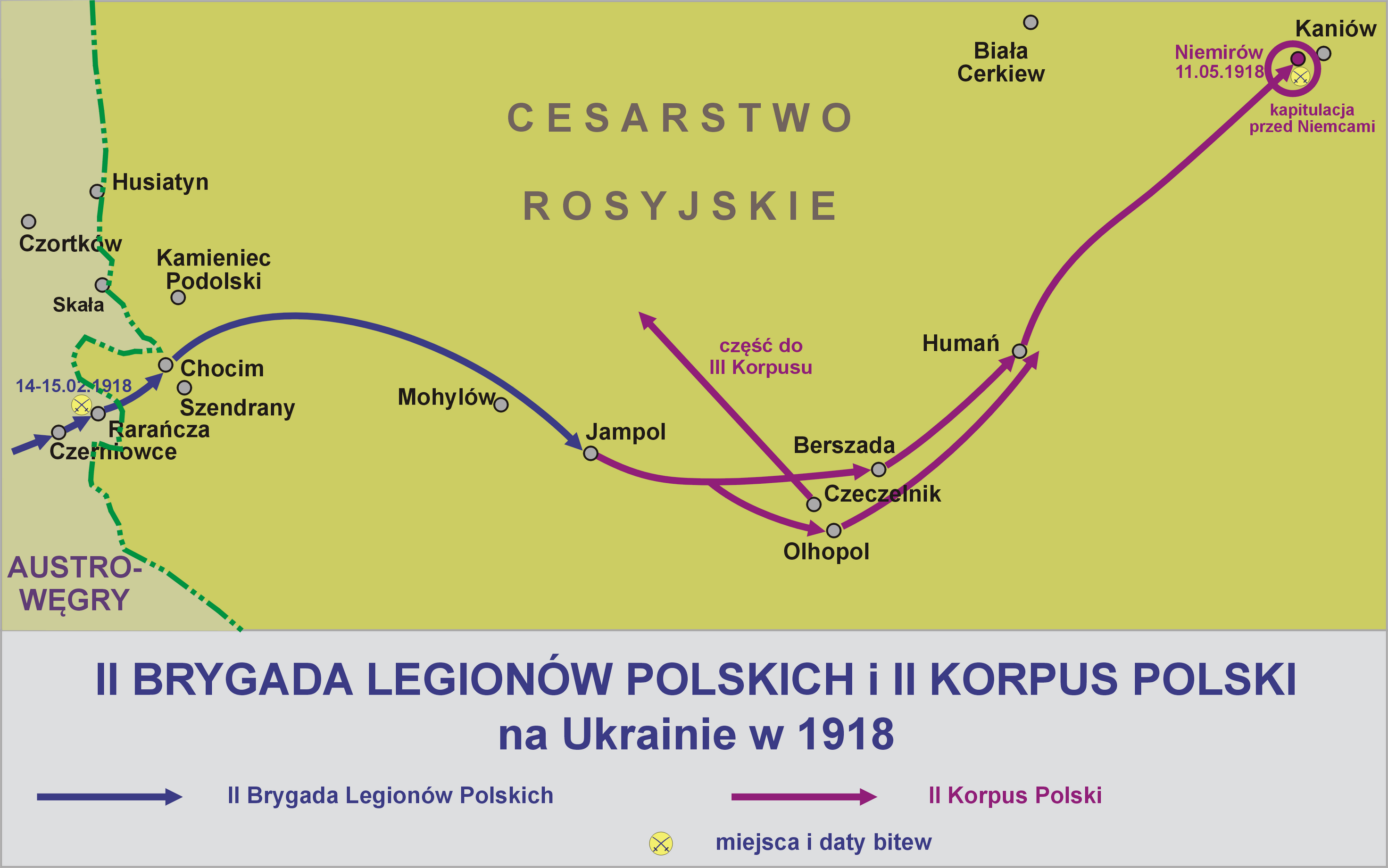
Dywizja walczyła w składzie II Korpusu Polskiego

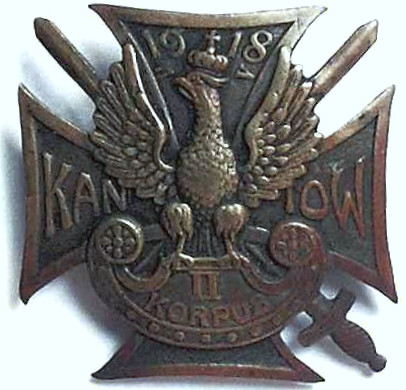
Odznaka Związku Kaniowczyków

5 Dywizja Strzelców Polskich – wielka jednostka piechoty II Korpusu Polskiego Wojska Polskiego na Wschodzie.
Formowana od marca 1918 w Sorokach (Besarabia) i Bużarówce Wołowej w składzie II Korpusu Polskiego.
Rozformowana razem z Korpusem 12 maja 1918.

## Działania dywizji
10 marca 1918 rozkazem dowódcy korpusu utworzona została 5 Dywizja Piechoty. W jej skład weszła Brygada Karpacka (była II Brygada Legionów Polskich), 6 pułk ułanów i dywizjon artylerii. Następnie numerację dywizji zmieniono z "5." na "2.", ale 15 marca przyjęto nazwę 5 Dywizji Strzelców Polskich.
W tych dniach oddziały dywizji maszerowały ku Dnieprowi. Podczas marszu doszło w dowództwie do różnicy zdań co do dalszych działań dywizji. Generałowie Stankiewicz i Glass wraz z grupą podwładnych przeszli do Winnicy, gdzie wraz z III Korpusem zostali rozbrojeni przez Austriaków. Płk Haller nakazał dywizji kontynuować marsz ku Dnieprowi. 25-26 marca dywizja odpoczywała w rejonie Berszady. 28 marca brygadier Haller objął dowództwo II Korpusu, występując pod pseudonimem „generał Mazowiecki”. Dywizja kontynuowała marsz. Przekroczyła Boh pod Hajworonem i pomaszerował do Humania na teren okupacji niemieckiej. Tu dokonano kolejnej reorganizacji. Legionistów przydzielono równomiernie do pułków piechoty. Brygada Karpacka przestała formalnie istnieć, a w skład 5 Dywizji Strzelców wchodziły 15. i 16. pułk strzelców.
3 kwietnia dowództwo Wojsk Polskich na Ukrainie zawarło umowę z Ministerstwem Wojny Ukraińskiej Republiki Ludowej, na mocy której II Korpus a w nim 5 DS, miał prawo przemarszu przez terytorium ukraińskie. Terenem koncentracji miała być gubernia czernihowska.
7 kwietnia II Korpus rozpoczął marsz przez Humań i Mańkówkę, Tarłówkę, Medwin do Bohusławia nad Rosią. Stąd przeszedł do Mostówki pod Kaniowem i osiągnął Dniepr. Tu rząd ukraiński zerwał umowę. Dywizja zmuszona była rekwirować żywność. Budziło to sprzeciw miejscowej ludności. Rada Regencyjna, do której zwrócono się o pomoc, wykazała bezradność. Niemcy zamierzali zlikwidować korpus. Podburzali przeciwko niemu zarówno rząd ukraiński jak i miejscową ludność. Przykładem jej wrogiego nastawienia było wymordowanie w Goriaczówce żołnierzy 4 szwadronu 6 pułku ułanów.
Bitwa pod Kaniowem

W maju Niemcy rozpoczęli przygotowania do zniszczenia II Korpusu i podciągnęli swoje oddziały w rejon Kaniowa. W nocy z 10 na 11 maja 1918 oddziały niemieckie zaatakowały jednostki polskie. Pierwsze uderzenie skierowano na Kutelewkę i Potok. Uderzenie na Potok wyprowadzono z trzech stron. Zaskoczyło to śpiących żołnierzy i pozwoliło Niemcom na zajęcie wsi. W ręce nieprzyjaciela wpadła bateria artylerii, odcięty został 16 pułk strzelców i Legia Oficerska.
Wkrótce jednak nastąpiła koncentracja. Oddziały polskie cofnęły się do rejonu wioski Jemczychy i tam zajęły obronę. Legia Oficerska odbiła będący czasowo w niewoli sztab 5 Dywizji. Dywizja wycofywała się w kierunku na Masłówkę. Około 8:00 dowództwo korpusu zorganizowało obronę pozycyjną. Stanowiła ona zamknięty czworobok o obwodzie ok. 15 km. Resztki 5 Dywizji obsadziły przejścia przez błota i groble od strony Masłówki. Niemcy już ostrożniej zaatakowali nowe stanowiska. Ich ataki były odpierane przez broniących. Wieczorem zabrakło jednak amunicji i korpus złożył broń. 12 maja II Korpus, a z nim 5 Dywizja Strzelców została rozwiązana.

## Organizacja dywizji
- Dowództwo 5 Dywizji Strzelców Polskich
- 15 pułk strzelców polskich
- 16 pułk strzelców polskich

Pułki faktycznie składały się z jednego batalionu i liczył ok. 100 żołnierzy. Jako uzupełnienie do dywizji wcielono bataliony 3 pułku Brygady Karpackiej (II Brygada Legionów).

## Obsada personalna dywizji
- dowódca dywizji – brygadier Józef Haller[4]
- dowódca dywizji – płk Stanisław Machcewicz[5]
- szef sztabu – kpt. Ludwik Rudka[6]
- zastępca szefa sztabu – por. Janusz Dżugay[7]